# بتاتائو
بتاتائو (به لاتین: Betatao) یک منطقهٔ مسکونی در ماداگاسکار است که در آنالامانگا واقع شده‌است. بتاتائو ۱۳٬۱۱۲ نفر جمعیت دارد و ۱٬۲۸۰ متر بالاتر از سطح دریا واقع شده‌است.